# جف چاس
جف چاس (به انگلیسی: Jeff Chase) (زاده ۱۷ ژانویهٔ ۱۹۶۸) بازیگرآمریکایی است.
از فیلم‌های معروف او می‌توان به بازی در فیلم همسایه جاسوس، خاطرات واقعی یک آدمکش بین‌المللی، ۵۷ ثانیه و بیا پلیس باشیم اشاره کرد.